# II. Erik norvég király
II. Erik Magnusson vagy Papgyűlölő Erik (1268 – 1299. július 15.) norvég király 1280-tól haláláig.

## Élete
VI. Magnus fiaként született és 12 esztendősen lépett a trónra. Erős kézzel a királyi hatalom alá hajtotta az egyházi hűbéreseket, különösen a drontheimi érsekkel vívott kemény harcot, aki az egyház kiváltságait fokozni akarta és nagyon megerősítette a királyi hatalmat, míg ugyanakkor Európa többi országaiban a nemesség és a főpapság sikerrel ellenállt a királyok hatalmi törekvéseinek. E belső diadal gyümölcseit Norvégia népe mégsem élvezhette, mert Erik király csupa szerencsétlen és megfontolatlan háborúba bonyolódott bele, Dániával és később a Hanza-városokkal.

## Házasságai
- Erik első házasságát 1281. augusztus 31-én[6] kötötte Skóciai Margittal (1261. február 28. – 1283. április 9.), III. Sándor skót király leányával, aki egy leányt szült Eriknek:
  - Margit,[6] a Norvég Hajadon (1283 – 1290. szeptember 26.), I. Margit néven skót királynő (1286–1290)
- Második feleségét 1293. szeptember 25-én[6] vette el, ő Bruce Izabella volt (1272 – 1358), I. Róbert skót király húga, ő is egy leányt szült férjének:
  - Ingeborg[6] (1297 – 1356/57) ∞ Valdemár, Finnország hercege, III. Magnus svéd király fia, 1 fiú[7]